# Virginy
 Virginy  es una comuna y población de Francia, en la región de Champaña-Ardenas, departamento de Marne, en el distrito de Sainte-Menehould y cantón de Ville-sur-Tourbe.
Está integrada en la  Communauté de communes du Canton de Ville-sur-Tourbe .

## Demografía
| 333 | 384 | 418 | 388 | 459 | 468 | 463 | 449 | 402 | 401 | 420 | 379 | 368 | 338 | 327 | 312 | 302 | 301 | 304 | 303 | 184 | 153 | 155 | 167 | 152 | 135 | 124 | 117 | 123 | 111 | 85 | 79 | 84 |
| Para los censos de 1962 a 1999 la población legal corresponde a la población sin duplicidades (Fuente: INSEE [Consultar]) |     |     |     |     |     |     |     |     |     |     |     |     |     |     |     |     |     |     |     |     |     |     |     |     |     |     |     |     |     |    |    |    |